# Dick Tufeld
Richard Norton "Dick" Tufeld (11 de diciembre de 1926 - 22 de enero de 2012) fue un actor, locutor, narrador y actor de doblaje estadounidense desde finales de la década de los 40 hasta comienzos del siglo XXI.

## Primeros años y carrera
Nació en Los Ángeles, California, de padre ruso y una madre canadiense, pasó su niñez en Pasadena, California. Tufeld asistió a la Northwestern University School of Communication, luego conocida como la University's School of Speech. En 1945, obtuvo un trabajo como ingeniero para KLAC, una estación de radio en Los Ángeles.
La carrera como actor de doblaje de Tufeld empezó en radio. Fue el locutor en ABC es The Amazing Mr. Malone a comienzos de la década de los 50 (antes de que el show se mudase a Nueva York y a la NBC); entonces en Falstaff's Fables de Alan Reed, un programa de radio de cinco minutos de la ABC que empezó en el otoño de 1950. Desde el 25 de octubre de 1952 al 19 de marzo de 1955, Tufeld fue el locutor de Space Patrol de ABC Radio.

## Televisión y vida posterior
Tufeld se mudó a televisión en 1955, trabajando en el programa de la ABC y presentando The Three Star Final, un noticiario de 15 minutos en KABC-TV Los Ángeles. Debutó el 3 de octubre de 1955 a mediodía (reemplazando Wrangler Jim), cambiándose después a las 11 p. m. el 2 de abril de 1956. 
Tufeld fue a menudo locutor en programas de televisión de Disney, incluyendo la serie de 1957-1959 Zorro protagonizado por Guy Williams. Tuvo períodos como locturoe en dos series de variedades de la ABC, The Hollywood Palace y The Julie Andrews Hour.
En 1954, fue parte del elenco durante quince episodios de la serie de televisión de Gene Autry Productions, Annie Oakley, la cual fue protagonizada por Gail Davis y Brad Johnson. 
Tufeld es quizás más conocido como la voz de Robot en la serie de televisión de la CBS Lost in Space, un papel que repitió para la película de 1988. También proporcionó narraciones para muchas otras producciones de Irwin Allen, como Viaje al fondo del mar y El túnel del tiempo, de la ABC, y fue actor de doblaje para la serie animada de 1978 Los 4 Fantásticos. Narró varios episodios de Thundarr, el bárbaro (1980).Fue el narrador del título principal en la serie de 1979 de DePatie-Freleng, Spider-Woman, así como el locutor del título principal en el show de 1981 de Marvel Productions Spider-Man and His Amazing Friends.
Comisionó una casa por el arquitecto Gregory Ain en 1952.
Falleció en 2012 por insuficiencia cardíaca.